# Prêmio Alexis-de-Tocqueville
O prêmio Alexis-de-Tocqueville é um prêmio concedido a uma pessoa que demonstrou seu apego ao humanismo e às liberdades públicas. O prêmio foi criado em 1979 em homenagem o pensamento de Alexis de Tocqueville, por iniciativa de Pierre Godefroy, com a ajuda de Alain Peyrefitte . Um cheque de  15000€ é dado ao vencedor. A associação tem a sua sede em Valognes (Alexis de Tocqueville foi deputado da cidade de Valognes).

## Presidentes da associação
- 1979 -1992 : Pierre Godefroy,prefeito de Valognes
- 1992 -2008 : Anne Heinis, senadora-prefeita de Valognes
- Desde 2008 : Stéphanie d'Hérouville, proprietária do Château de Tocqueville.

## Os laureados
- 1979 : Raymond Aron, apresentado por Alain Peyrefitte
- 1980 : David Riesman, apresentado por Valéry Giscard d'Estaing
- 1982 : Alexander Zinoviev[2], apresentado por Simone Veil
- 1984 : Karl Popper, apresentado por Peter Carington
- 1987 : Louis Dumont, apresentado por Édouard Balladur[3]
- 1989 : Octavio Paz, apresentado por François Mitterrand
- 1991 : François Furet, apresentado por Léopold Sédar Senghor
- 1994 : Leszek Kołakowski, apresentado por Roy Jenkins
- 1997 : Michel Crozier, apresentado por Raymond Barre
- 1999 : Daniel Bell, apresentado por Felix Rohatyn[4]
- 2003 : Pierre Hassner, apresentado por Valéry Giscard d'Estaing
- 2006 : Colin Powell, apresentado por Valéry Giscard d'Estaing
- 2008 : Raymond Boudon, apresentado por Stéphanie de Tocqueville d'Hérouville
- 2010 : Zbigniew Brzeziński, apresentado por Valéry Giscard d'Estaing
- 2014 : Philippe Raynaud, apresentado por Jean-Claude Casanova
- 2018 : Henry Kissinger, entregue por Valéry Giscard d'Estaing